# Marin Marais

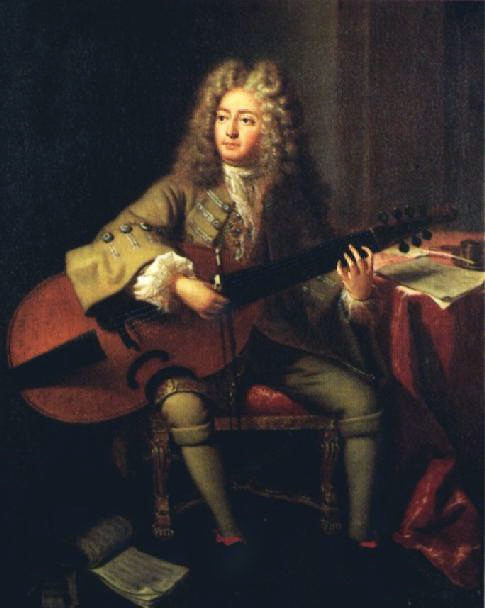
Marin Marais by André Bouys, 1704.

Marin Marais (tiếng Pháp: [maʁɛ]; ngày 31 tháng 5 năm 1656, Paris – ngày 15 tháng 8 năm 1728, Paris) là nhà soạn nhạc, nghệ sĩ đàn viol người Pháp.

## Cuộc đời sự nghiệp
Ông học sáng tác với Jean-Baptiste Lully và học chơi đàn viol trầm với Monsieur de Sainte-Colombe trong sáu tháng. Ông được tuyển dụng làm nhạc sĩ cho triều đình hoàng gia Versailles vào năm 1676; năm 1679, ông được bổ nhiệm làm ordinaire de la chambre du roy pour la viole, một danh hiệu ông giữ cho đến năm 1725. Ngày 21 tháng 9 năm 1676, ông kết hôn với Catherine d'Amicourt và họ đã có với nhau 19 đứa con.
Marais được công nhận là một trong những nhà soạn nhạc đầu tiên của Âm nhạc chương trình. Ông là một nhạc sĩ chơi đàn viol trầm bậc thầy và là nhà soạn nhạc hàng đầu của Pháp về khí nhạc. Ông viết năm cuốn sách Pièces de viole (1686–1725) cho nhạc cụ, nhìn chung bao gồm các tổ khúc. Các tác phẩm khác của ông bao gồm một cuốn sách Pièces en trio (1692) và bốn vở opera (1693-1709).

## Danh mục tác phẩm

### Khí nhạc
- Pieces for 1 and 2 viols, Book I
- Pieces en trio pour les flutes, violon, et dessus de viole
- Pieces for 1 and 2 viols, Book II (1701)
- Pièces de violes, Book III (1711)
- Pieces for 1 and 3 viols, Book IV (1717)
- La gamme et autres morceaux de symphonie (1723)
- Pièces de violes, Book V (1725)
- 145 Pieces for viol (ca. 1680), gồm các tác phẩm trong Books I – III

### Opera
- Idylle dramatique of 1686 (phần nhạc không còn)
- Alcide (1693, phối hợp với Louis Lully)
- Ariane et Bacchus (1696)
- Alcyone (trình diễn vào ngày 18 tháng 2 năm 1706)
- Sémélé (1709)
- Pantomime des pages (với Louis Lully, phần nhạc không còn)

### Nhạc tôn giáo
- Te Deum (1701) for the recovery of the Dauphin (mất)
- Motet Domine salvum fac regem (1701) for the recovery of the Dauphin (mất)

### Danh sách đĩa hát
- Marin Marais, Sonnerie de Ste-Genevieve du Mont, Suite en Do majeur (C major), Suite en Re majeur (D major); performers: N. Harnoncourt, A. Harnoncourt, L. Stastny, H. Tachezi; recording label: Harmonia Mundi, France, no. HMC 90414; 1973, 1987.
- Marin Marais, Les Folies d'Espagne, La reveuse, L'arabesque, Le badinage, Sonnerie de Ste-Genevieve du Mont; performers: Jordi Savall (Bass viola da gamba), Pierre Hantaï (Harpsichord), Rolf Lislevand (Theorbo); recording label: Alia Vox, 9821; 2002.
- Marin Marais: Pièces de viole du Second Livre, 1701 (Le Parnasse de la Viole, vol. II) – Jordi Savall et al. – Alia Vox AV 9828
- Marin Marais: Suitte d'un Goût Étranger, Pièces de viole du Livre IV, 1717 (Le Parnasse de la Viole, vol. III) – Jordi Savall et al. – Alia Vox AVSA 9851
- Marin Marais ~ Pièces de viole des Cinq Livres ~ J.Savall, C. Coin, T. Koopman, H. Smith, A. Gallet ~ Alia Vox AVSA 9872
- Marin Marais Unedited Music from Scottish Manuscripts Volume 1
- Marin Marais Unedited Music from Scottish Manuscripts Volume 2

### Phim
- Marais and his music were featured in the film Tous les matins du monde (1991), an atmospheric, meticulously imagined life of Monsieur de Sainte-Colombe. Marais' music figured prominently in that film, including his longer work Sonnerie de Ste-Geneviève du Mont-de-Paris (1723). The role of Marin Marais is played by Gérard Depardieu as an old man and by Guillaume Depardieu as a young man.
- A recording of the Sonnerie performed on a Fairlight synthesizer was used in the cult classic film Liquid Sky.